# Agroeca makarovae
Espèce
Agroeca makarovae est une espèce d'araignées aranéomorphes de la famille des Liocranidae.

## Systématique
L'espèce Agroeca makarovae a été décrite en 2008 par l'arachnologue russe Sergueï L. Esyunin (d) dans une publication coécrite avec D. K. Kazantsev (d).

## Distribution
Cette espèce est endémique de Russie. Elle se rencontre dans l'oblast d'Orenbourg et la République des Komis.

## Description
Les mâles mesurent de 4,5 à 4,7 mm et les femelles de 6,2 à 7,1 mm.

## Étymologie
Cette espèce est nommée en l'honneur de l'acarologue russe Olga Lvovna Makarova (d) qui a collecté une partie des spécimens types dans le Nord de l'Oural.

## Publication originale
- (en + ru) S.L. Esyunin et D.K. Kazantsev, « On the spider (Aranei) fauna of the Pechoro-Ilychskiy Reserve (north Urals), with the description of a new Agroeca species (Liocranidae) », Arthropoda Selecta, vol. 16, no 4,‎ 2007, p. 245-250 (ISSN 0136-006X, lire en ligne).